# Charlie Egan
Charlie Egan, właśc. Charles Egan (ur. 14 sierpnia 1959 w Kilsyth) – australijski piłkarz występujący na pozycji napastnika.
W barwach South Melbourne i Brunswick United Juventus rozegrał łącznie 178 spotkań i zdobył 83 bramki w National Soccer League. W 1984 sięgnął po mistrzostwo tej ligi z South Melbourne, a w 1985 został królem strzelców NSL.
Rozegrał dwa spotkania w reprezentacji Australii. Zadebiutował w niej 6 października 1982 w wygranym 4:0 towarzyskim meczu z Tajlandią, a po raz drugi wystąpił pięć dni później, w wygranym 2:0 towarzyskim pojedynku z Indonezją.